# Hošťalovice
Hošťalovice är en ort i Tjeckien.   Den ligger i regionen Pardubice, i den centrala delen av landet, 80 km öster om huvudstaden Prag. Hošťalovice ligger 406 meter över havet och antalet invånare är 134.
Terrängen runt Hošťalovice är platt åt nordväst, men åt sydost är den kuperad. Runt Hošťalovice är det ganska glesbefolkat, med 47 invånare per kvadratkilometer. Närmaste större samhälle är Pardubice, 18,5 km nordost om Hošťalovice. I omgivningarna runt Hošťalovice växer i huvudsak blandskog.